# デモリション・ダービー

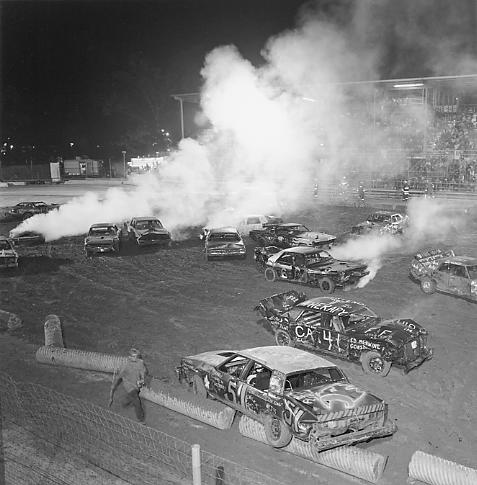
ペンシルベニア州ギルバートにおけるウエスト・エンド・フェアでのデモリション・ダービー競技。毎年恒例のこの行事は8月に3昼夜に渡って開催され、1晩あたり100台の自動車と2000人から4000人の観衆が訪れる。

デモリション・ダービーとは、主にアメリカ合衆国で行われるモータースポーツの一種であり、アメリカ合衆国の州内の郡フェアや祭で行われる事が多い。

## 概要
ルールはそれぞれのイベント事に異なるが、一般的なデモリション・ダービーは、閉鎖されたダートのグラウンド内で行われ、1競技につき最低でも5台以上の車両が参加し、周回数や走行速度など何らかの走行内容を競うのではなく、意図的に自分の車両を相手に衝突させて他車を破壊する事を目的とし、他の全ての車両が自走不能となった段階で最後まで動き続けている車両のドライバーが優勝となる。デモリション・ダービーは日本語で直訳すると解体ダービーであり、文字通り自分以外の他車全てをスクラップにした者が勝利するという訳である。
デモリション・ダービーは、アメリカ合衆国を発祥とし、その後急速に西側諸国へと広まった。ヨーロッパではデモリション・ダービーに類似した自動車競技が幾つかあり、特にイギリスなどの英語圏で行われる舗装されたオーバルトラックで行われる周回レース様のものをバンガー・レーシングと呼び、オランダなどの低ザクセン語圏で行われるダートのオーバルトラックで行われるものをオート・ロデオと呼ぶが、レーサーが互いの走行内容を競うのではなく、他車の破壊を特別に重視しているという点では共通している。オーストラリアでの最初のデモリション・ダービーは1963年1月に行われた。
デモリション・ダービーは非常に危険な競技である。重傷者を出す事は稀であるものの、ドライバーはそうした事態の発生に対してイベントの主催者に責任を追及する権利を放棄する署名を行う事が一般的に要求されている。競技をより安全にする為に、車両からは窓ガラスや三角窓を始めとする全てのガラスが取り外され、加えてドライバーが搭乗する座席側のドア周辺に直接衝突する行為は禁止される。運転席側のドアは視認性の向上の為に、しばしば白地に黒のエントリーナンバー、或いはブレイズ・オレンジや車体の色との対照色で塗装される。殆どのデモリション・ダービーはダートトラックや原野で行われ、大型の縁石などで「クラッシュ・ゾーン」と呼ばれる囲いを作り、その内側を競技会場とする。多くの場合、競技開始前にクラッシュ・ゾーン内に散水車等で水の散布が行われる。散水によって競技エリア内が泥濘化する為に、車両の速度をキャビン(車室)が押し潰される等の危険な車体損壊を招く速度域以下に低下させる事に役立つ。多くのドライバーは車両の前面と後面の両方を用いて他車に体当たり攻撃を行うが、殆どの自動車がキャビンの前方にエンジンが置かれる為に、正面衝突(フルラップ衝突)を行う事はラジエーター等の冷却系統を破損する可能性が高くなり、オーバーヒートによるエンジンブローでのリタイアを招く危険性が大きく、結果として他車の衝突からエンジンルーム内を保護する目的で、車体後面のみで攻撃を行う展開が多くなる傾向がある
。この為、競技車両の車体形状としてはトランクルームが長く伸びたセダンや、荷室空間が巨大でクラッシャブルゾーンが大きく取れるステーションワゴン等の人気が他の車体形状と比較して高くなっている。基本的な戦法はエンジンルーム正面側に衝突する事で冷却系統を破壊しエンジンを停止させる、タイヤハウス付近に衝突してタイヤのパンクやサスペンションの破壊により走行不能に追い込む、或いはステアリングリンケージなどを変形させる事で直進や旋回などの正常な操縦を不可能にさせる等の手法が用いられる。機関の停止、車両のスタック、操舵機能の破損、ドライバーの戦意喪失など、いずれの理由であっても他車への自発的な体当たりが不可能となった段階でその車両はリタイアとなる。競技中、車両の火災やロールオーバー、縁石や他車へ車両が乗り上げて動けなくなった場合、或いはドライバーの負傷による救護の必要性などが見受けられた場合には、主催者は赤旗やサイレンなどで競技を一時中断し、建設機械や消防士等で競技エリア内の危険を除去した後に競技を再開する。冷却系統の損傷は、この競技中断時間中に走行不能となる危険性も高くなる為、これを避ける意味でも後退による車両後部からの衝突を試みる展開が多くなるのである。
ダービー・ドライバーにとってベストな戦略は、自車の損傷にも繋がる大きな衝突を出来るだけ避け、他のドライバーが有利となる位置を取らせない事、状況が許す限りコースの外周付近を反時計回りに旋回し、直接的な攻撃が禁止されている運転席側のドアを常にコースの内側に向ける事で、側面から攻撃されるリスクを出来るだけ減らす事である。最も重要な事は車両を立ち止まらせず、コース内を常に動き続ける事。そして搭乗している車種のどこが弱点であるかをドライバー自身が把握し、弱点に衝突される事を出来る限り回避する事である。

## 歴史

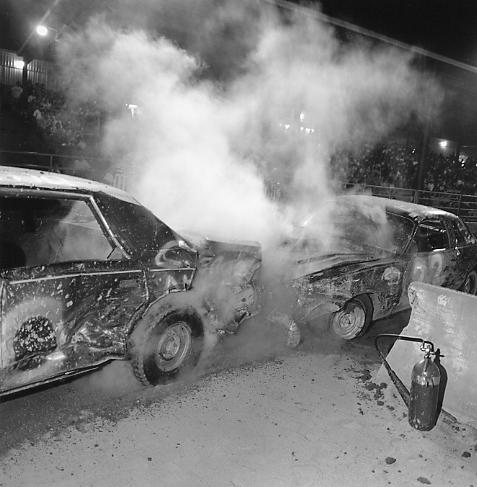
時として、衝突の結果車体が「クラッシュ・ゾーン」の外に押し出される場合もある。素早く容易に使用出来るように、消火器が縁石の脇に置かれている。多くのデモリション・ダービーは会場内に地元の消防署等の隊員を待機させている。

デモリション・ダービーは1950年代に独立したプロモーターの手で、様々な品評会やサーキット、オーバルトラックで開催された。類似した催し自体は老朽化したフォード・モデルTが豊富に入手出来た1930年代には既に始まっていたとする未確定な情報もあり、それよりも遙かに時代を遡り、19世紀末に旧式の機関車を用いて行われた意図的な正面衝突の見世物にこうした行為の起源を求める向きもある。1896年、ミズーリ-カンザス-テキサス鉄道の線路にて、4万人の観衆の前で行われた2台の蒸気機関車の衝突を見世物では観衆に死者が発生する事態となった。今日的なデモリション・ダービーのコンセプトの創始者については現在でも論議がある。ある資料ではドン・バジーレは最初のデモリション・ダービーは1947年にカリフォルニア州ガーデナのカレル・スピードウェイにて行われたと主張しており、別の資料ではアメリカ人ストックカー・レーサーのラリー・メンデルゾーンがデモリション・ダービーの構想を練り、多くの人々が破壊に特化したレースの主催に同意した1958年に、ニューヨーク州のイスリップ・スピードウェイにて開始したとも言われている。
スポーツとしての人気は1960年代に高まり、田園地帯の郡の農産物品評会で定番となり、次第に全州に跨る独特のサブカルチャーとして定着していった。1963年にはロウリーパーク・スピードウェイにてオーストラリア初のデモリション・ダービーが開催され2万人の観衆を動員した。会場のキャパシティの2倍の群衆が集まった為、オーストラリア連邦警察はスピードウェイのゲートを強制的に閉じて対応しなければならなかった。ダービーには75台以上のエントリーが集まり、競技時間は100分以上続いた。オーストラリアでのデモリション・ダービーは一般的に、平常時には閉店している事が多い夜間のオーバルトラックで開催され、旧式のオーストラリア車のセダンとワゴンが用いられる。
米ABCのワイド・ワールド・オブ・スポーツでは、1960年代中期から1992年までデモリション・ダービー世界選手権をテレビ放送していた。1972年にはロサンゼルス・メモリアル・コロシアムが米国のレース業界では御三家とも称されるレーシング一族であるマリオ・アンドレッティ、A.J.フォイト、ボビー・アンサーを招聘し、最良の状態のレイト・モデル車両にて競わせるデモリション・ダービーを主催した。米ABCの人気シチュエーション・コメディ「ハッピーデイズ」の登場人物であるピンキー・トスカデロはデモリション・ダービーの女性プロドライバーであり、主要キャラクターであるアーサー・フォンザレリとの恋物語でも人気を博した。
スポーツとしての人気のピークは1970年代である。1980年代以降はスポーツとしての人気は横ばいに、そして恐らく1990年代以降は低下した。ワイド・ワールド・オブ・スポーツでの放送の終焉と共にテレビへの露出がほぼ無くなり、安全性に対する懸念や良質なフルサイズ車両の不足、ひいてはスポーツとしての本質的な進歩が少なく、大柄な乗用車が泥の中で転げ回るという構図が発祥以来殆ど変わらなかった事も悪影響となった。
1997年、ザ・ナッシュビル・ネットワーク(CBSの一部門)は、TNN・モーター・マッドネスにてデモリション・ダービーを他の様々なモータースポーツ・イベントと共に取り上げ、デモリション・ダービーを再び全国放送網の場に戻した。実際のデモリション・ダービーが試合展開によっては、ほぼ無制限に競技が続く可能性があるのに対して、モーター・マッドネス・ダービーと銘打たれた番組収録用のデモリション・ダービーは、放送時間枠に収まる構成にする必要があった為、モーター・マッドネスでは競技時間枠内で最後まで生き残った車両の内、最も多数の攻撃を実行した車両を勝者とするようにルールを変更していた。しかし、2000年のMTVネットワークスによるCBSケーブルテレビ事業買収の一環として、より幅広い層に視聴される一般的な番組構成とする目的で、CBSシャーロットがロウズ・モーター・スピードウェイで収録していたデモリション・ダービーは、CBSのその他のモータースポーツ活動と同様に番組プログラムから削除された。ペイ・パー・ビューは2000年代の十年間で米国内のテレビでデモリション・ダービーを視聴する唯一の方法であった。2000年から2001年まで、カナダのアルバータ州ワイドウォーターにて、賞金5万ドルのデモリション・ダービーが2度開催された。
2000年代後半に入るとケーブルテレビの普及により、時として「放置車両をカスタマイズする奇妙な競技会」を放送する事があった。スパイクTVのカーポカリプス(Carpocalypse)は、フロリダ州オーランドで行われたデモリション・ダービーを取材したリアリティ・ドキュメンタリー番組であった。スピード・チャンネルも2005年にデモリション・ダービーを放送、ケーブルテレビによるメディア露出は、デモリション・ダービーへの新たな関心を呼び起こす事に繋がった。
2006年、マイク・ウェザーフォードとダスティン・スウェインが主宰する「マイク・ウェザーフォード・プロモーションズ」は、DerbyMadness.comを立ち上げ、NAPAオートパーツ・クラッシュ・フォー・キャッシュ・シリーズの宣伝を開始した。初年度の最終戦ではシリーズの優勝者に5000米ドルの賞金が与えられた。ダービー・ドライバーがシリーズ最終戦に進出する為には、いくつかの州に渡って開催されるNAPAシリーズにて実績を挙げなければならず、最終戦には100台以上が参戦した。このシリーズの運営は成功し、毎年成長を続けていた。2007年シーズンは賞金が倍増した為、2008年は更に競争が激化すると予想された。しかし、2011年を最後にシリーズは休眠状態となったまま現在に至っている。DerbyMadness.comが先鞭を付けたデモリション・ダービーのネット配信や、独立したデモリション・ダービーイベントの年間シリーズ化の試みは、2010年代以降はUSAデモリション・ダービー(USADemoDerby.com)やデモリション・ダービー・リーグ(DDLeague.org)、インターナショナル・デモリション・ダービー(InternationalDemolitionDerby.com)といった追従者を産み出し、2016年現在では従来から存在する郡品評会における実施も含めると、全米各地で年平均数千回の競技会と、累計100万人を越す観客動員が見込まれる状況となっている。最大の統括団体であるDDLは全米各地のプロモーターと協力関係にあり、デモリション・ダービーのイベント開催に協賛を行っている。DDLのメンバーは全てボランティアである。

## 参戦車両

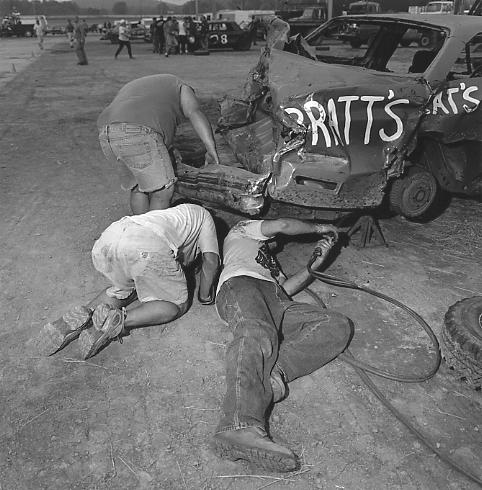
ピットクルーは競技参加後の車両を修理する為に効率的に協力し、次の競技に備える。殆どのダービーイベントでは予選で使用した車両と同じ車両を使用する必要がある為、ダービー・ドライバーも車両の損傷を出来るだけ避ける試合展開が求められる。いくつかのダービーイベントでは場合によっては新しい車両を使用する事を許容している事もある。

参加者は伝統的にフルサイズの米国製セダンとステーションワゴン、特に1960年代から1970年代の車両を好んで使用した。フルサイズ車両は後年になるほどより大きく、重く、頑丈なフレームになっていった。とりわけ、1964-1966年式クライスラー・インペリアルは、「車両同士の衝突では全壊させる事自体が難しい」と言われるほどの耐衝撃性の高さから、過去にはデモリション・ダービーにおける伝説的な地位を築いたが、それ故に2016年現在のほとんどのダービーイベントで未だに使用が禁止されている。廃車体は解体屋や個人所有者から500米ドル程度の価格で購入されるが、1970年代中期の一部の選ばれた(かつ、錆が無いもの)車種のセダンやステーションワゴンは、取引価格が1000米ドルを超える事もある。この時期の車種は石油危機(CAFE規制)及びマスキー法の影響を強く受けており、排ガス対策機器によりエンジンのパワーが大きく下がり、5マイルバンパー等の安全装備により車両重量も総じて重くなった事から、1960年代の有鉛ガソリンを用いたフルパワー時代のマッスルカーに比べて絶対的な走行性能も低いと看做され、旧車趣味者からの評価や市場価値も非常に低い為、デモリション・ダービーの参加車両としては特に重宝されている。ダービーイベント参加により破損した車両はパッチ当てによる補修が行われ、幾つかのイベントに再利用される。
解体市場での在庫車の払底によりこれらの旧車の利用可能性が低下するにつれて、1980年代や1990年代のダウンサイジングの影響を受けた小型フルサイズ車が今日のダービーイベントでの主流となりつつある。これとは別に、コンパクトカーによるダービーイベントも階級を別にする形で普及している。コンパクトカーによるイベントは、使用可能な車両の供給量が豊富である利点があり、機動性も高い事からファンにとってはより面白い試合展開となる傾向がある。コンパクトカーは大部分が前輪駆動である為に、車両後部は走行不能になるまでに相当な損傷に堪える事ができる。しかし、車両の高速化はコンパクトカーの走行性能を低下させるほどの致命的な損傷をより頻繁に引き起こす事にも繋がっている。
乗用車によるものとは別の競技としてコンバインやハーベスター、乗用草刈機を用いたデモリション・ダービーが世界各地で実践されている。大型自動車、ピックアップトラックやSUVは、これまでデモリション・ダービーで用いられる事は稀であったが、近年になってダービーイベントでの人気が高まっている。最近では中古車の豊富さから、ミニバンによる新たなイベント階級がダービーイベントに追加された。モーターホームによるデモリション・ダービーも存在している。
参加車両は内装部品、トリム(内張り)、プラスチック類、灯火類、窓ガラスが取り外される。多くの車両は低予算で派手でけばけばしいデザインに再塗装される。追加の改造として、タイヤのバーストを防止する為にホイールハウス周辺のクォーター・パネルの切除とフロントバンパーの取り外し、ドアの溶接、バッテリーと燃料タンクの再配置が含まれる。ラジエーターはしばしば後部座席に移設される。最後に車両全長を伸ばす為に、リアバンパーを取り外してフレームやトランクリッドを延長し、リアサスペンションのコイルスプリングは(規則が許す限り)リーフスプリングに置き換えられる事がある。多くの場合、ロールバーや消火器、及びその他の安全装備が取り付けられる。取り外された部品は互換性のある旧車の修理の為に再利用される為、結果として一部の車両の中古部品のみが過剰に市場に流入する一因ともなっている。殆どの場合、車両の部品は「ノーマル」である必要があるが、無法者や剣闘士と呼ばれる一部の部門では大幅な改造や強化が許容されている。
DDL等のシリーズ戦に参加するベテランドライバーの間では、可能な限りゼネラルモーターズの車種を用いる事が推奨されており、それが難しい場合でも最低限、自身が参加する競技イベントで許された最大サイズの車両を取得する事、ノーマルでリーフスプリングの車両を選ぶ事が定石とされている。装着するタイヤは、少なくともトレッド面に35%以上溝が残ったオールシーズンタイヤやオールテレーンタイヤが好まれる。エンジンの排気量の多寡はさほど重視はされず、飽くまでも車体の大きさが最も重要とされている。デモリション・ダービーでは速度が速い事よりも、車体の耐久性や航続時間が長い事の方が重視される為、機動性が高い反面一度のハードヒットで走行不能に陥るリスクの高い小型軽量な車体や、競技が長時間に及んだ際に燃料切れを起こしたり、駆動輪にトラクションが掛からずに泥濘の中でスタックするリスクが高いハイパワーエンジンは余り好まれない。四輪駆動である事は泥のコース内での機動性の高さに寄与する反面、前後軸のどちら側から衝突された場合でも駆動系統を破損して自走不能に追い込まれるリスクが増す。二輪駆動は悪路走破性に劣る反面、特に前輪駆動の場合は非駆動輪の後車軸側が完全に破壊された場合でも前軸のみで動き回る事が不可能ではない為、最後まで生存できる可能性がより高くなる利点がある。

## 人気
ロサンゼルス・タイムスは2001年に米国で開催された2000余りのデモリション・ダービーに、述べ6万から7万5千人のドライバーが参加したと推定した。TNNのモーター・マッドネスシリーズが人気を博した後、ダービーイベントの懸賞金は数百米ドルから10000米ドル以上に上昇した。

## ルール
デモリション・ダービーには多くの異なるルールがあり、車両階級に応じた多くの溶接が車体に施される事が、ドライバーの安全確保の上で欠かせない事から許可されている。ダービー・ドライバーは少なくとも16歳以上で、有効な運転免許証を保持している事がしばしば要求される。彼らはシートベルトとヘルメットを装着する必要があり、ルールの設定に応じて様々な形状の頑丈なロールバーやロールケージが車両内に装備される事が義務付けられる。ダービーイベントは、通常は各ドライバーが車両の後方同士を向けた状態か、オーバルトラック内を旋回した状態から開始される。ドライバーは通常2分毎に他の車両に衝突する必要があり、これを越えて衝突を回避し続けると「サンドバッグ」と表示されて失格となる。失格の種類の一つではあるが「最高の見せ場」を作ったドライバーには「狂犬」と呼ばれる称号が与えられる。運転席側に故意に衝突する。意図的に他車を横転させる等の危険な行為も、失格の根拠となる。他車との衝突の後に、他の全ての車両が走行不能となった際に最後まで走り続けていた車がイベントの勝者となる。なお、衝突の最大間隔が2分おきと定められており、飽くまでも「最後まで生き残る事」が勝利要件である為、そのイベントで記録された最後の衝突の際に衝突した車両同士が共に走行不能となってしまった場合、たまたま衝突を避けて離れた位置を走っていた車両が勝者となる事もありうる。その為、デモリション・ダービーはただ単に頑丈な車両を用意して闇雲に他車に衝突すれば勝利できる程単純な競技ではなく、ダービー・ドライバーには試合展開の高度な先読みも必要となる。これらのイベント一つに掛かる時間は、実行されるダービーイベントに複数の予選試合回数と複数の階級、又は単一の試合と階級のみが存在するかによって異なる。通常一つの試合は10分から30分程度であるが、全体のイベントは数日に渡る場合もある。ダービーイベントの認定機構によっては、複数の車両が協力して集団で一台の車両をサンドウィッチ状に挟み込む行為は車両のキャビン全体が潰れてしまい、ドライバーを死傷させる可能性がある為にルール違反とされている場合があり、これを行うと危険な集団攻撃に参加したとみなされた車両全てが失格となる可能性がある。この規則の採用はイベントごとに大きく異なる。

## ロールオーバー競技

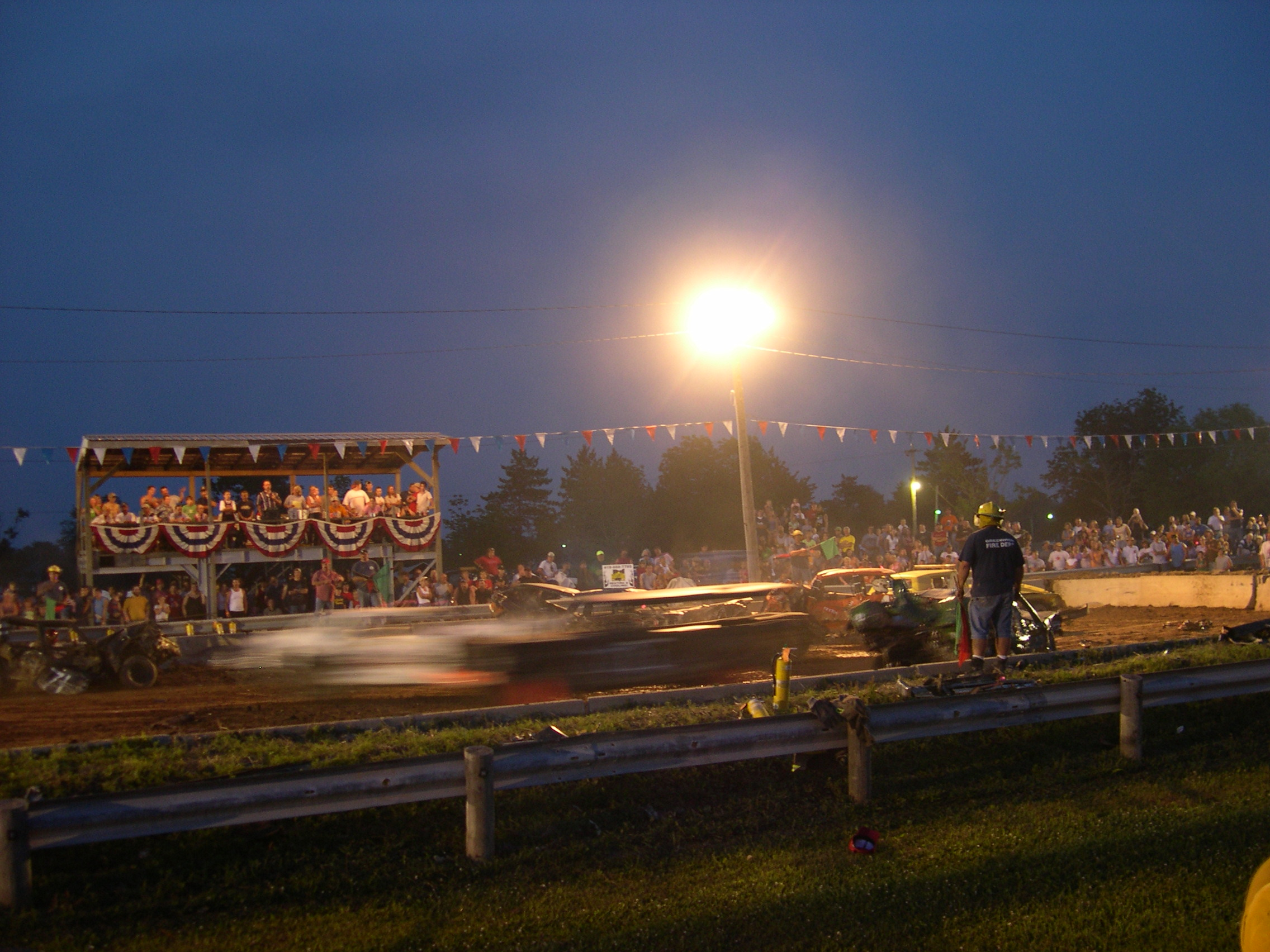
2005年、オハイオ州グリニッジ消防署祭で行われるデモリション・ダービー

英国や米国での多くのデモリション・ダービーには、ロールオーバー・コンペティションが含まれている。内容は、傾斜したランプに片輪を乗せ、故意に横転する運転を繰り返す事である。車両が完全に走行不能に陥るまでの間に、最も多くのロールオーバーを完遂させたドライバーが勝者と認定される。コンパクトカー、特にハッチバックはロールオーバー競技に多用される。これらの車両は軽量な為、より大きな車両よりも簡単に横転する。ホットハッチのような高性能車では尚更である。しかし、近年の高出力な大排気量エンジンと、頑丈なモノコックボディを組み合わせた近代的なユニボディ・セダンとスポーツ・クーペが解体市場に比較的安価に出回っている現状では、従来まで常識とされていたコンパクト・ハッチバックの絶対的な優位性が次第に覆りつつあり、幾つかの主要なイベントではミッドサイズまたはフルサイズセダンを用いるドライバーが勝利している。

## 八の字レース
様々な階級の車両が、八の字形コースでレースを行っている。「バンプ・トゥ・パス」と呼ばれる形式の八の字コースは、普段はストリートストックのレースが行われているダートオーバルコースが用いられる為、通常の八の字コースと比較して準備作業が少なくて済み、主催者の間では人気が高い興行形態である。こうしたダートトラックではしばしばデモリション・ダービー自体も行われる事から、デモリション・ダービーの車両、特にスクールバスがしばしば八の字コースで用いられる。米国で最も著名な八の字コースはニューヨーク州リバーヘッドのリバーヘッド・レースウェイである。

## モンスタートラック・レース
モンスタートラックの競技イベントでは。廃車体を踏み潰して破壊する等のデモ走行が娯楽として提供されている為、デモリション・ダービーもその前座のイベントとして行われる事がある。1980年代より始まったモンスタートラック競技の人気の高まりは、時としてデモリション・ダービーの人気の低落と関連があるとも言われている。デモリション・ダービーは主に地元のアマチュアドライバーの才能の競い合いを特徴としていたが、モンスタートラックは全州的な知名度を持つプロドライバーと、競技専用に製造された市販車に無い形状を持つ車両との組み合わせで全米にファンを獲得している。

## デモリション・ダービーを扱ったビデオゲーム
- オーグジュアリー・パワーズ・デモリション・ダービー&フィギュア・エイト・レース（英語版）
- カーマゲドン, カーマゲドンII（英語版）, カーマゲドン:レインカネーション（英語版）
- セレ・ダメージ（英語版）
- デモリション・ダービー (バリー/ミッドウェイの1984年のアーケードゲーム)
- デモリション・レーサー（英語版）, デモリション・レーサー:ノー・イグジット
- デストラクション・ダービー（英語版）, 64（英語版）, 2（英語版）, Raw（英語版） 及び アリーナ（英語版）
- ダート:ショーダウン（英語版）
- フラットアウト（英語版）, 2（英語版）, アルティメット・カーネイジ（英語版）
- メイヘム（英語版）
- ネクスト・カー・ゲーム:レックフェスト（英語版） [11]
- レース・ドライバー:グリッド（英語版）
- レーシング・デストラクション・セット（英語版）
- スポンジ・ボブのボーティング・バッシュ（英語版）
- テスト・ドライブ:イブ・オブ・デストラクション（英語版） / ドライビン・トゥ・デストラクション（英語版）
- ツイステッド・メタル
- ヴィジランテ・エイト（英語版）